# アップル (アルバム)
『アップル』(Apple)は、アメリカのロックバンド、マザー・ラヴ・ボーンの唯一のフルアルバム。1990年7月19日にスタードッグよりリリース。
テリー・デイトをプロデューサーに迎え、1989年9月よりサウサリートのレコード・プラント・スタジオでレコーディング開始。11月にシアトルのロンドン・ブリッジ・スタジオでレコーディングを終了。
当初は1990年3月にリリース予定だったが、フロントマンのアンドリュー・ウッドがアルバムリリース直前に急逝し、7月にリリースが延期された。

## 収録曲
全曲アンドリュー・ウッドの作詞、ウッド、ブルース・フェアウェザー、ストーン・ゴッサード、ジェフ・アメン、グレッグ・ギルモアの作曲
1. "This Is Shangrila" - 3:42
2. "Stardog Champion" - 4:58
3. "Holy Roller" - 4:27
4. "Bone China" - 3:44
5. "Come Bite the Apple" - 5:26
6. "Stargazer" - 4:49
7. "Heartshine" - 4:36
8. "Captain Hi-Top" - 3:07
9. "Man of Golden Words" - 3:41
10. "Capricorn Sister" - 4:19
11. "Gentle Groove" - 4:02 ※CDのみ
12. "Mr. Danny Boy" - 4:50
13. "Crown of Thorns" - 6:18
14. "Lady Godiva Blues" - 3:40 ※リイシュー盤ボーナストラック

## 参加ミュージシャン
- アンドリュー・ウッド - ボーカル、ピアノ
- ブルース・フェアウェザー - リードギター
- ストーン・ゴッサード - リズムギター
- ジェフ・アメン - ベース、コーラス
- グレッグ・ギルモア - ドラムス